# Lucjan Kulikowski
Lucjan Kulikowski (ur. 19 listopada 1894, zm. 15 września 1939) – kapitan obserwator Wojska Polskiego II RP, kawaler Orderu Virtuti Militari.

## Życiorys
Lucjan Kulikowski był absolwentem Oficerskiej Szkoły Obserwatorów Lotniczych w Warszawie. Uczestniczył w wojnie polsko-radzieckiej w 1920 roku w 14 eskadrze wywiadowczej i 21 eskadrze niszczycielskiej. 28 stycznia 1921 został zatwierdzony z dniem 1 kwietnia 1920 w stopniu kapitana, w wojskach lotniczych, w grupie oficerów byłych Korpusów Wschodnich i byłej armii rosyjskiej.
1 czerwca 1921 pełnił służbę w Oficerskiej Szkole Obserwatorów Lotniczych, a jego oddziałem macierzystym był 1 pułk lotniczy. 3 maja 1922 został zweryfikowany w stopniu kapitana ze starszeństwem z 1 czerwca 1919 i 25. lokatą w korpusie oficerów aeronautycznych. Jego oddziałem macierzystym był nadal 1 pułk lotniczy. W 1924 był już w rezerwie. Posiadał przydział w rezerwie do 1 pułku lotniczego. W 1934, jako oficer rezerwy pozostawał w ewidencji Powiatowej Komendy Uzupełnień Warszawa Miasto III. Posiadał przydział w rezerwie do 5 pułku lotniczego w Wilnie.
W 1936 roku został przeniesiony do  6 pułku lotniczego we Lwowie. Pełnił tam stanowisko zastępcy kwatermistrza. Zginął 15 września 1939 roku w czasie bombardowania Siechowa.

## Ordery i odznaczenia
- Krzyż Srebrny Orderu Wojskowego Virtuti Militari nr 434[7] – 8 kwietnia 1921[8][9]
- Polowa Odznaka Obserwatora nr 60 – 11 listopada 1928 roku „za loty bojowe nad nieprzyjacielem w czasie wojny 1918-1920”[10]